# Национальный музей атомной науки и истории
Национальный музей атомной науки и истории (англ. National Museum of Nuclear Science & History); ранее назывался Национальный ядерный музей (англ. National Atomic Museum) — национальное хранилище информации по ядерной науке, учреждённое 102-м Конгрессом США в соответствии с публичным законом 102—190 и расположенное в городе Альбукерке, некорпоративном округе Берналийо, штат Нью-Мексико. Музей примыкает как к городу Альбукерке, так и базе ВВС США Киртланд.
«Миссия Национального атомного музея состоит в том, чтобы служить американским ресурсом по ядерной истории и науке. В музее представлены экспонаты и качественные образовательные программы, которые передают разнообразие личностей и событий, формирующих исторический и технический контекст ядерной эры»

## История

PGM-11 Redstone rocket на экспозиции в её текущем местоположении.

Первоначально музей был расположен в 1969 году на территории военно-воздушной базы Киртланд в старом здании по ремонту 90-мм зенитных орудий и получил название «Ядерный музей Сандии». Это был результат шестилетних усилий по созданию музея, рассказывающего историю базы и разработки ядерного оружия, и был укомплектован персоналом ВВС США при содействии Национальной лаборатории Сандиа. В 1973 году название музея было изменено на «Национальный атомный музей», но у него ещё не было национальной хартии.
В 1985 году Министерство энергетики США стало ответственным за Музей, а сотрудники стали сотрудниками министерства. В 1991 году музей получил статус национального музея, и его миссия расширилась, включив в себя аспекты ядерной науки и истории, выходящие за рамки производства ядерного оружия. Музей также стал филиалом Смитсоновского института. В 1992 году был создан Национальный фонд атомного музея, чтобы выступать в качестве вспомогательной организации для Музея и снизить финансовую нагрузку на налогоплательщиков. Министерство обороны передало управление музеем лаборатории Сандиа в 1995 году, и сотрудники музея стали сотрудниками лаборатории.
После терактов в сентябре 2001 года усиленные меры безопасности ограничили доступ общественности к Музею на территории базы и вынудили переехать в бывший магазин REI в музейном районе старого города Альбукеруке. В 2005 году лаборатория Сандиа передала оперативную ответственность Национальному фонду. Сотрудники лаборатори, работавшие в качестве сотрудников музея, перешли на другие должности в Сандии. Музей нанял новых сотрудников, которые стали сотрудниками фонда.
Когда музей переехал в музейный район Альбукерке, на этом месте не хватало места для экспонатов на открытом воздухе. В январе 2005 года фонд обратился к национальному управление по ядерной безопасности с просьбой выделить 12 акров (4,9 га) земли на пересечении улиц и на юго-востоке Альбукерке для строительства нового музея. В октябре 2006 года было подписано официальное Соглашение о землепользовании с лабораторией Сандиа в качестве лица, предоставляющего право, и национальным фондом в качестве Получателя гранта. Земля была разбита, и началось строительство. Сотрудники музея задокументировали проект строительства через блог и галерею Flickr где еженедельно публиковались фотографии, показывающие ход строительства.
Новый музей открылся 4 апреля 2009 года на своем новом месте под новым названием Национальный музей ядерной науки и истории.
Финансирование строительства поступало из нескольких источников, в том числе:
- 5 миллионов долларов федеральных средств на проектирование и строительство
- 1 миллион долларов переведен из штата Нью-Мексико в город Альбукерке на инфраструктуру
- 2,63 миллиона долларов от корпораций
- 25 000 долларов от фондов
- 500 000 долл. США за счет индивидуальных взносов

Новый объект включает в себя 16 постоянных крытых выставочных площадок, две классные комнаты, театр, библиотеку и конференц-зал, галерею для временных экспонатов и хранилище музея площадью 30 000 кв. футов (0,28 га). На участке площадью девять акров (3,6 га) под открытым небом выставлены военные самолёты, ракеты, транспортные средства и башня атомной подводной лодки USS James K. Polk.
Эксплуатационные расходы музея в размере примерно 1,8 млн долларов США в год покрываются Национальным фондом за счёт заработанных и внесенных доходов, связанных с функционированием Музея, от приёма, членства в фонд, грантов, летних лагерей, мероприятий / аренды и поступлений от музейных магазинов. Также существует контракт на оказание услуг между Лабораторией Сандиа и фондом.

## Выставки и экспонаты
«Источник раздела: NMoNSH»'

башня USS James K. Polk на экспозиции в Парке наследия.

Музей посвящен сохранению и представлению информации о научных, исторических и культурных аспектах Атомной эры. Постоянные экспозиции:

B-29 Superfortress на экспозиции.

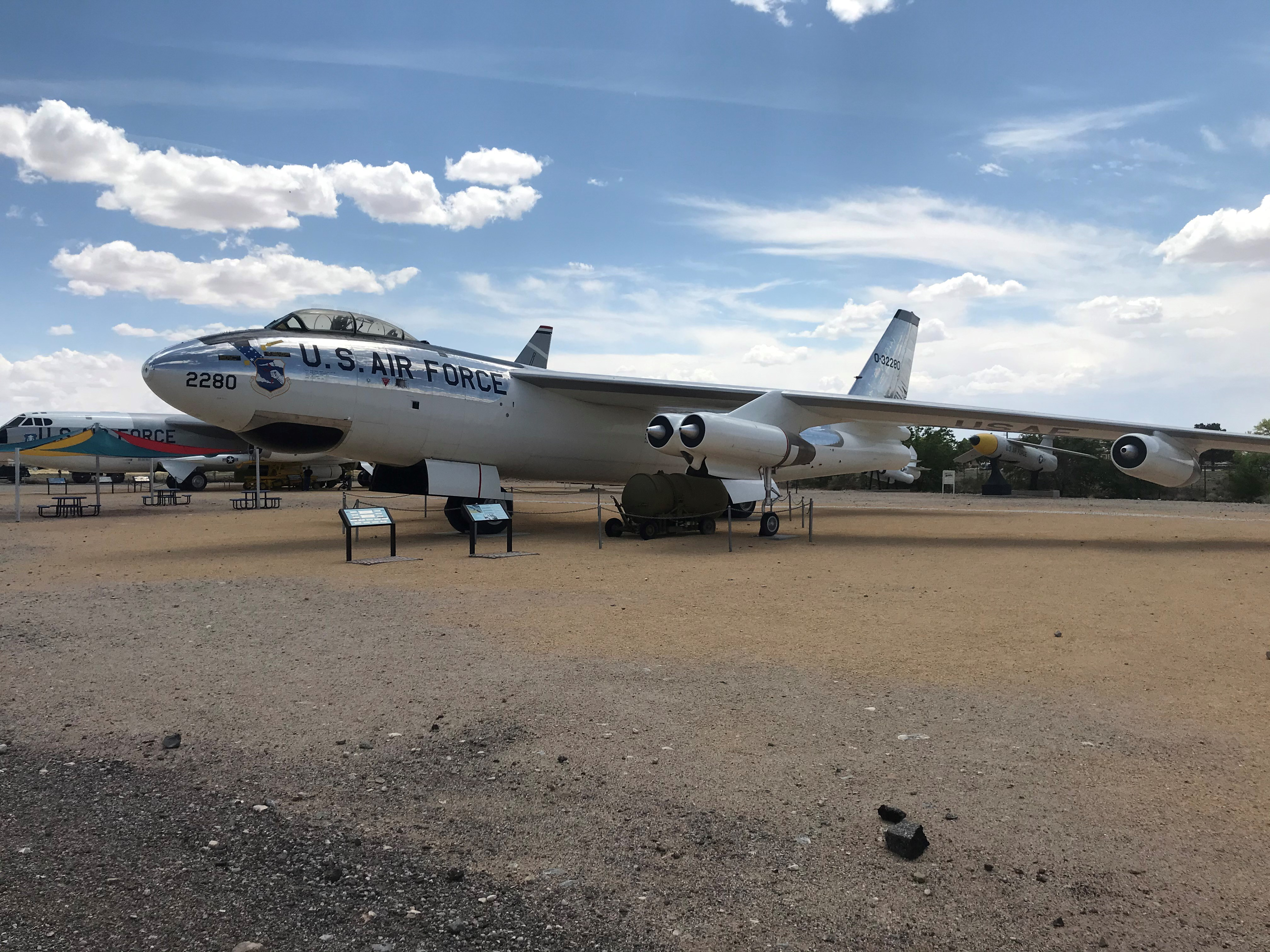
B-47 Stratojet на экспозиции.

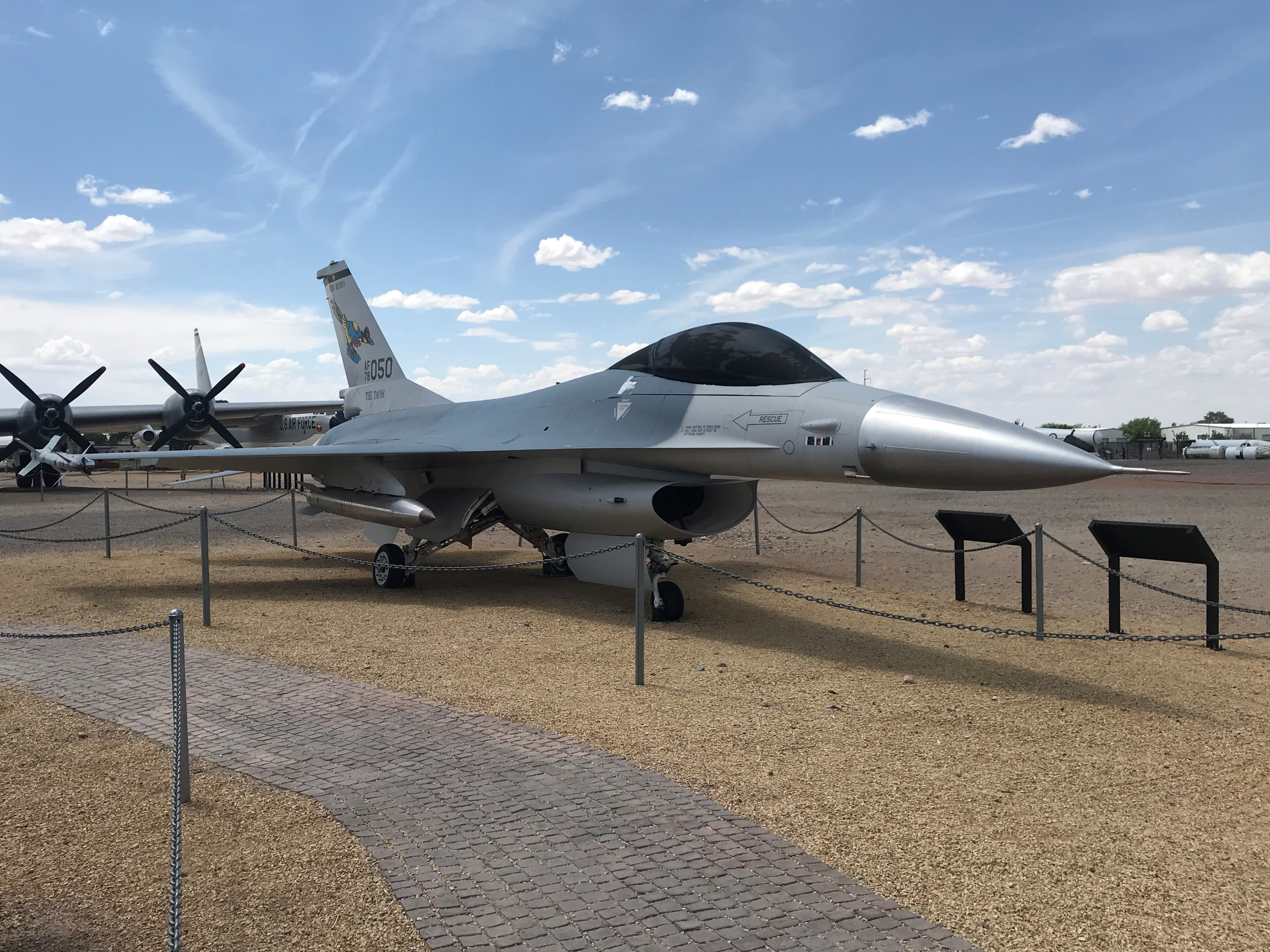
F-16A на экспозиции с симуляцией бомбы B61 под крылом

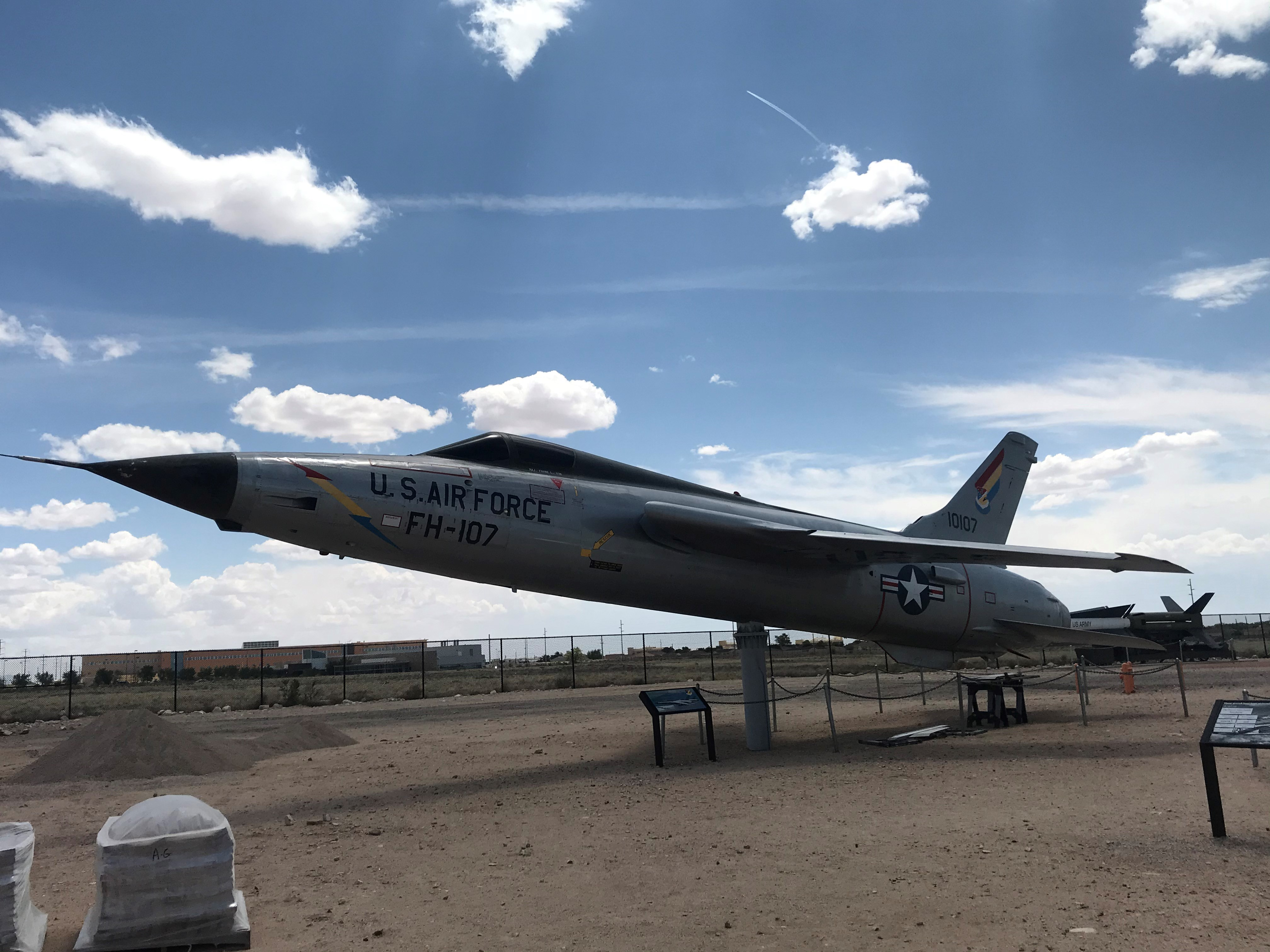
F-105D Thunderchief на экспозиции.

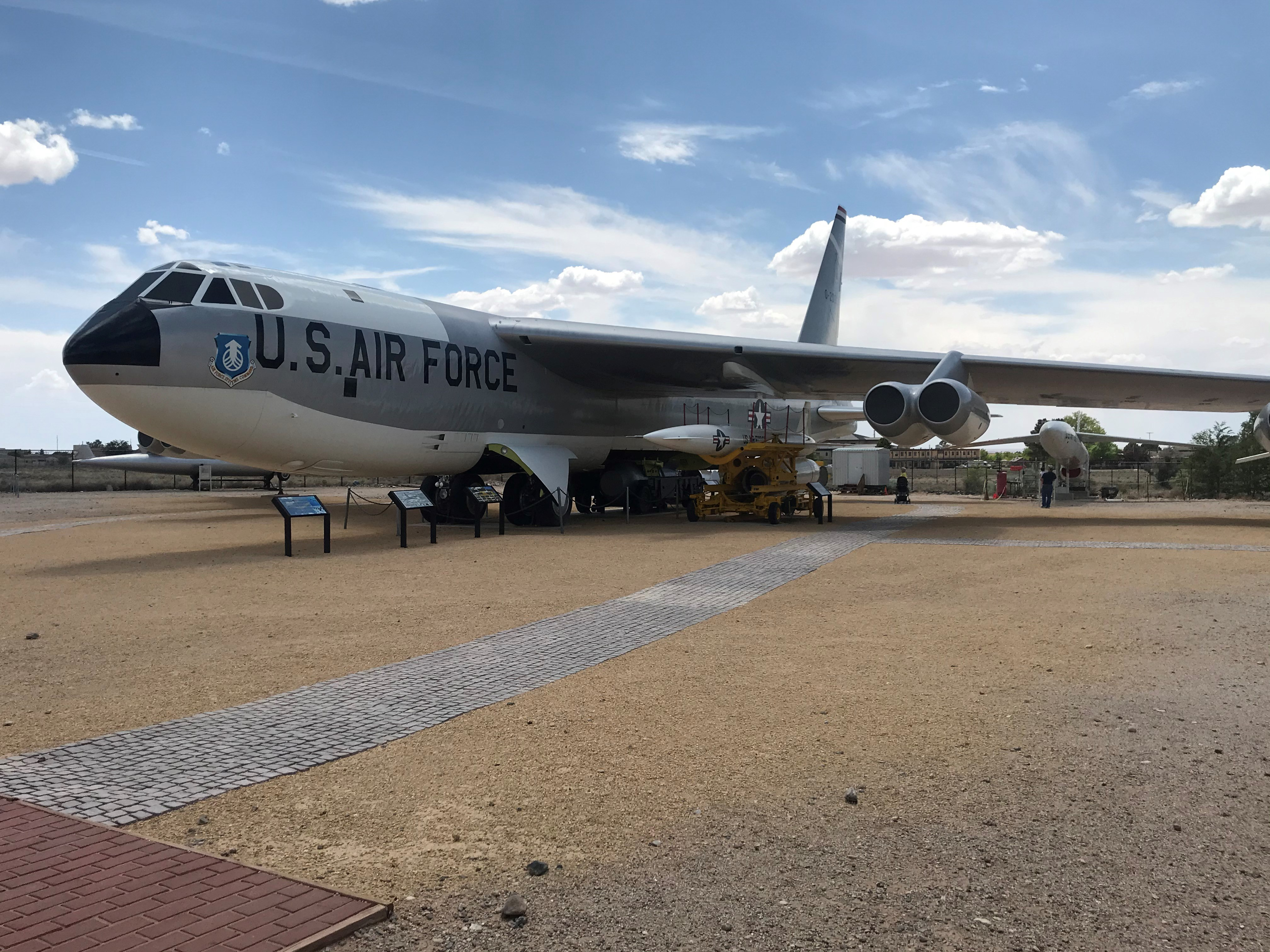
Боинг B-52B на экспозиции с ракетой AGM-28 Hound Dog под крылом

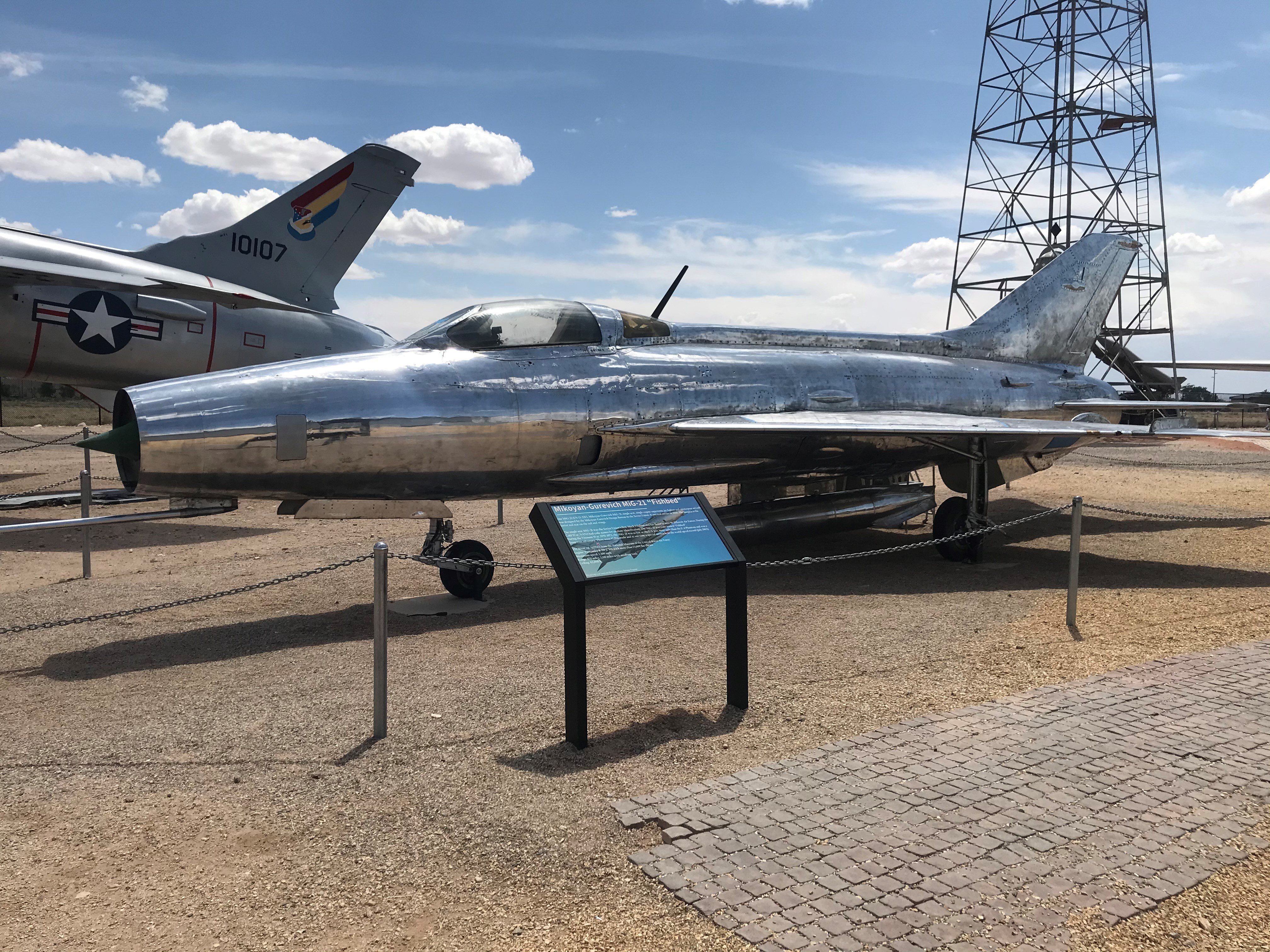
МиГ-21 на экспозиции.

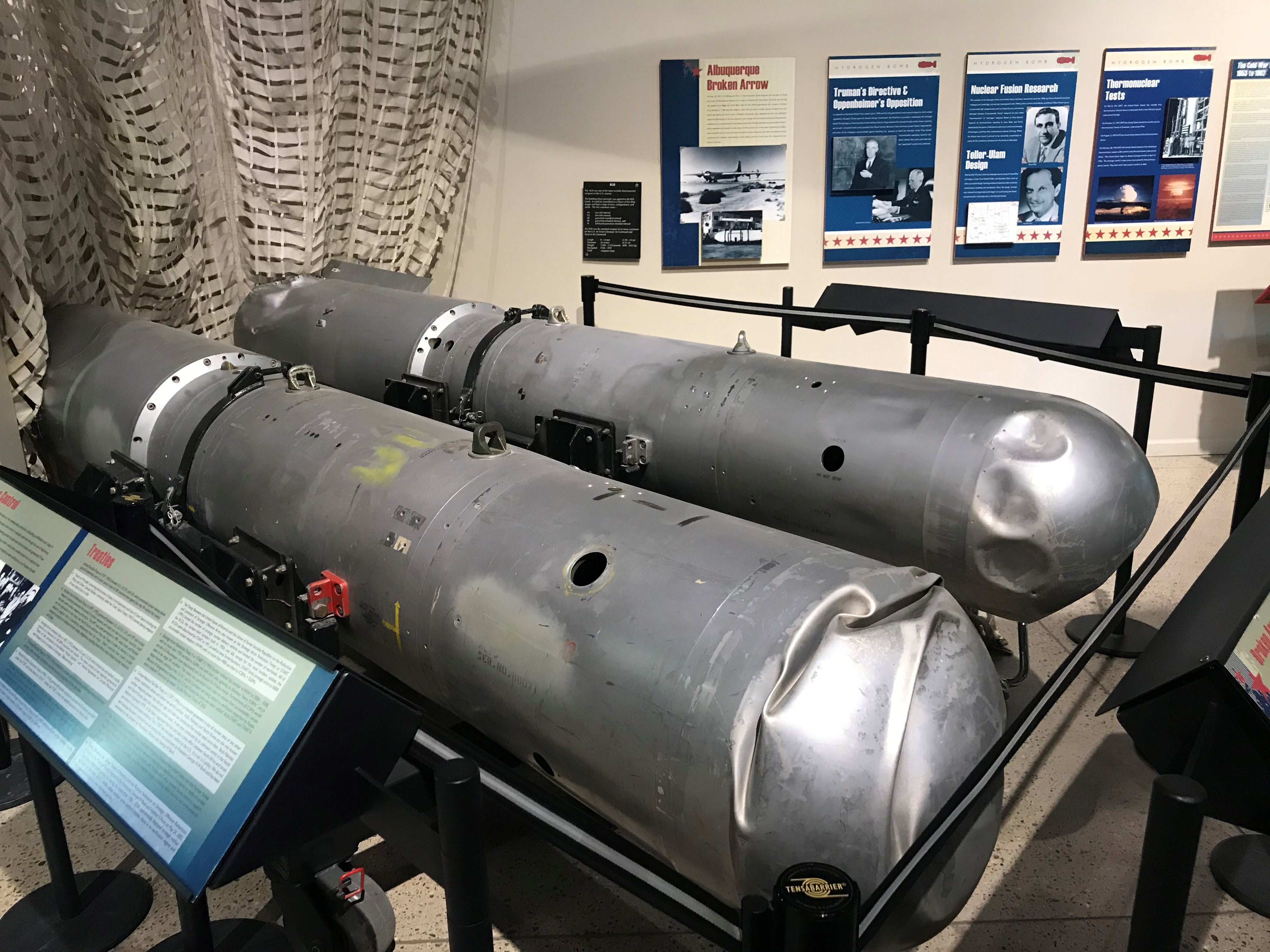
корпуса бомб B28 восстановленные Авиакатастрофы над Паламаресом.

Пионеры атома — Интерактивная экспозиция, знакомящая с людьми, которые задавали вопросы и определяли материю, из которой состоит Вселенная. Посетители могут воспользоваться интерактивным киоском, чтобы проследить за изучением атома.
Вторая мировая война — экспозиция, рассказывающая об истории создания и применения атомной бомбы, а также о странах, которые были вовлечены в неё.
Критическая сборка, Секреты Лос—Аламоса 1944: Инсталляция Джима Сэнборна — Специальная выставка, организованная в виде живой картины, которая воссоздает лабораторную обстановку, в которой была собрана первая атомная бомба. Основываясь на свидетельствах учёных и очевидцев, на этой выставке представлено множество артефактов, которые должны были (или действительно присутствовали) в Лос-Аламосской национальной лаборатории в 1940-х годах. (Эта выставка заменила «Секреты, ложь и атомные шпионы» в 2017 году.)
Решение отказаться — Рассвет Атомного века начался с разработки и испытания первой в мире атомной бомбы во время Манхэттенского проекта. Посетители знакомятся с повседневной жизнью ученых, которые жили в Лос-Аламосе, и отправляются вместе с ними на полигон Тринити, где в 1945 году произошёл первый взрыв. Эти экспонаты включают в себя серию экспозиций, направленных на объективное изучение истории, приведшей к развертыванию первого ядерного оружия под кодовым названием «Малыш» и «Толстяк», и политических решений в отношении него.
На выставке представлены тексты комментариев сотрудников Манхэттенского проекта (в том числе спорное заявление Эдварда Теллера, выступающего за демонстрационный взрыв на большой высоте в ночное время над Токио, чтобы ускорить капитуляцию Японии), тексты заявлений японских политиков и военных лидеров, копия петиции против использования ядерного оружия без предупреждения, поданной физиком-ядерщиком Лео Силардом., и фотографии из Мемориального музея мира в Хиросиме. На выставке также представлены видеозаписи воспоминаний полковника Пола Тиббетса (пилот Enola Gay, бомбардировщика B-29, сбросившего атомную бомбу на Хиросиму, Япония) и освещение эмоций, вызванных капитуляцией Японии в Соединённых Штатах.
Хиросима и Нагасаки — Эта выставка отдает дань уважения людям, пострадавшим от взрыва атомного оружия, разработанного в рамках Манхэттенского проекта. На этой выставке представлены изображения этих городов до, во время и после взрывов, а также изображения приверженности миру, которую эти общины продолжают поддерживать и сегодня.
Холодная война — Исследование стратегического конфликта между Соединёнными Штатами и СССР во второй половине 20-го века, связанного с ядерными испытаниями США на Маршалловых островах и на полигоне в Неваде, советскими ядерными разработками, Карибским кризисом в октябре 1962 года и приведшего к окончательному распаду Советского Союза. Сюда также входит выставка в Паломаресе, подробный отчет о авиакатастрофе над Паломарессом B-52 17 января 1966 года — столкновении в воздухе двух самолётов ВВС США (бомбардировщика B-52 и танкера KC-135) над Палоремос, Альмерия, в результате чего произошло радиоактивное заражение в результате случайного сброса четырёх водородных бомбы.
Парк наследия — Эта открытая экспозиция площадью 9 акров дополнена самолётами, ракетами, снарядами, пушками и башней атомной подводной лодки.
Ядерная медицина — Демонстрация раннего и современного медицинского оборудования, использующего принципы ядерной физики.
Лаборатория Маленького Альберта — зона, в которой работает аниматронная версия Альберта Эйнштейна, — предлагает детям практические занятия по науке для всей семьи.
Nano — Интерактивная выставка, где посетители могут представить и открыть для себя мир, который они не могут увидеть, и узнать о больших идеях, которые приходят из маленького мира нанонауки. (Эта экспозиция теперь является частью лаборатории Маленького Альберта.)
Energy Encounter — Серия выставок, посвященных гражданскому использованию ядерной энергии, включая:
- история ядерных реакторов и обсуждение принципов их проектирования
- изучение аварий на АЭС, техники безопасности и моделей обработки/хранения отходов
- модель американской атомной электростанции в Пало-Верде и французского реактора-размножителя на быстрых нейтронах Суперфеникс
- модель Саванны, первого атомного торгового судна
- ядерная энергия как часть спектра альтернативных методов производства энергии

Радиация 101 — Экспозиция предметов повседневного обихода и занятий, которые подвергают людей воздействию ионизирующего излучения, а также отдельно стоящий стенд, содержащий сопутствующий экспонат к онлайн-выставке: Atomic Advertising
Атомная поп—культура — Посетители могут развлечься, наблюдая за тем, как американская популярная культура отражала начало Атомного века. Сюда входят памятные вещи из старинных фильмов, комиксы, аксессуары и многое другое.
Транспортировка ядерных отходов — На этой выставке представлен контейнер TruPact II — тип транспортного контейнера, используемого Министерством энергетики США для транспортировки трансурановых отходов.
What’s Up With U(ranium) — Выставка, цель которой привлечь посетителей к ответам на такие вопросы, как «откуда берется уран», «как он перемещается в окружающей среде», «как он влияет на нас» и «радиоактивен ли он?»
Уран; Обогащение Вашего будущего — Частично интерактивная выставка, в которой рассказывается о том, как ядерная энергетика вносит свой вклад в энергетическую отрасль.
Темный куб: Гонка Гейзенберга за бомбой — Специальная выставка, на которой посетители могут узнать о тщетных попытках нацистской Германии опередить исследования в области атомного оружия в рамках Манхэттенского проекта. На выставке представлен «плотный двухдюймовый угольно-черный куб из чистого металлического урана, который нацистские ученые подвесили вместе с 663 другими подобными кубами».
Ядерное оружие по почте — Эта выставка демонстрирует развитие ядерной науки и техники в 20-м веке через появление этих разработок на стационарных устройствах.
Временный выставочный зал — Зона, посвященная различным временным выставкам.
Предлагаются как самостоятельные экскурсии, так и экскурсии под руководством доцента.

### Заслуживающие внимания артефакты
- копии Бомб Малыш и Толстяк
- единственная полноразмерная копия «Гаджета» и испытательной башни Тринити
- различные современные ядерные бомбы и боеголовки
- бомба WE.177[англ.] (британское ядерное оружие, применявшееся с 1960-х по 1998 год)
- бомбовый прицел «Норден»
- два настоящих корпуса от бомб B28, найденные во время инцидента с водородными бомбами в Паломаресе
- коллекция предметов, отражающих повседневную жизнь в Лос-Аламосе во время Манхэттенского проекта, а также витрина, представляющая Ок-Ридж
- ассортимент китча и продуктов, иллюстрирующих влияние Атомного века на культуру США.
- ранний рентгенологический аппарат
- Гамма-камера PRISM 2000 XP (пример более современной технологии ядерной визуализации)
- экспозиция ядерных и гомеопатических медицинских артефактов шарлатанства
- обширная коллекция моделей военных самолётов и других транспортных средств
- модель Lego Чикагской сваи-1
- куб урана, используемый нацистами в их усилиях по созданию атомного оружия (на неопределенный срок взаймы у доктора Тим Кет)

Споры возникли, когда Музей переехал в музейный район Старого города и установил свою ракету Redstone на углу 20-й улицы и Маунтин-роуд на Северо-западе. Некоторые люди сочли символичным установку ракеты в районе города, часто посещаемом любителями искусства и семьями с детьми как эмблему всепроникающего влияния военно-промышленного комплекса в Альбукерке и Нью-Мексико. Другие считали, что ракета имеет отношение к точному изображению участия Нью-Мексико в ядерном веке. С открытием нового музея ракета Redstone была перенесена на площадку Eubank.

### Самолёты в экспозиции
Благодаря совместному расположению с авиабазой Киртланд музей приобрёл несколько исторически значимых самолётов.
| Тип                       | Серийный номер | Годы службы | Примечания |
| ------------------------- | -------------- | ----------- | --- |
| Boeing B-29 Superfortress | 45-21748       | 1945 — 19?? | состоял на службе в 509-й группе бомбардировщиков Авиабазы Розуэлл, Нью-Мексико. Модифицирован для переноски ядерного оружия в рамках Silverplate Project.                                                                                |
| Boeing B-47E-111-BW       | 53-2280        | 1953 — 1970 | Состоял на службе в 4950-м крыле тестировщиков платформы для летных испытаний электродистанционного управления в 1969. Ранее экспонировался в Национальном музее военно-воздушных сил США до 2012 года, когда был перевезён в этот музей. |
| Boeing RB-52B-10-BO       | 52-013         | 1953 — 1963 | Этот отдельный самолёт сбросил более дюжины боевых ядерных бомб во время испытаний оружия. Один из семи построенных RB-52. |
| F-105D-20-RE              | 61-0107        | 1962 — 1981 | Ранее состоял на службе в 49-м тактическом крыле истребителей, позже в Национальной гвардии воздушных силах Канзаса. Списан в 1981 году и приписан к авиабазе Киртланд как симулятор восстановления боевых повреждений.                   |
| F-16A Block 5             | 78-0050        | 1979 — 1997 | Ранее состоял на службе в 466-м эскадроне истребителей, Авиабаза Хилл. Экспонируется в цветах Национальной гвардии воздушных сил Нью-Мексико.                                                                                             |
| TA-7C Corsair II          | 64-17666       | 1968 — 1991 | Ветеран Вьетнамской войны. |
| МиГ-21                    | 74-2313        | 1975 — 19?? | Бывший самолёт Военно-Воздушных сил Венгрии. Экспонируется в цветах советских ВВС. |

## Наука образование и общественная деятельность
Музей проводит круглогодичные начальные, средние и образовательные программы для взрослых как собственными силами, так и посредством информационно-разъяснительной работы с использованием Up’n’Atom Mobile. Программы профессионального развития педагогов поддерживают стандарты школьной программы Нью-Мексико. Летом в музее проходят приглашенные докладчики, ежегодные специальные мероприятия и недельные молодёжные научные лагеря. Можно арендовать помещение для дней рождения, свадеб, конференций и других мероприятий.

## В культуре
Здание первого музея использовалось в телесериале AMC 2008 года «Во все тяжкие» в сюжетной линии как место для передачи наркотиков. Он появился в нескольких сценах в эпизоде 2 сезона «Negro Y Azul».